# Famille von Briest
 (août 2024).
La famille von Briest est une ancienne famille noble de Magdebourg éteinte, qui s'étend également très tôt au Brandebourg.

## Histoire
La famille apparaît pour la première fois dans un document entre 1368 et 1380 avec les écuyers Heinrich, Klaus et Gebhard von Briest. La maison mère Briest est le domaine du même nom dans l'ancien arrondissement de Jerichow II (de), dans lequel Bähne appartient déjà à la famille en 1446 et Schmetzdorf en 1477. Dans l'Havelland-de-l'Ouest, la famille possède déjà Premnitz en 1451. Les domaines de Bamme et Nennhausen sont restés dans la famille de 1682 jusqu'à l'extinction de la lignée en 1822. La famille laisse cependant des traces dans l'histoire et construit le château de Nennhausen. Le maître d'ouvrage est Georg Christoph von Briest .

## Armes

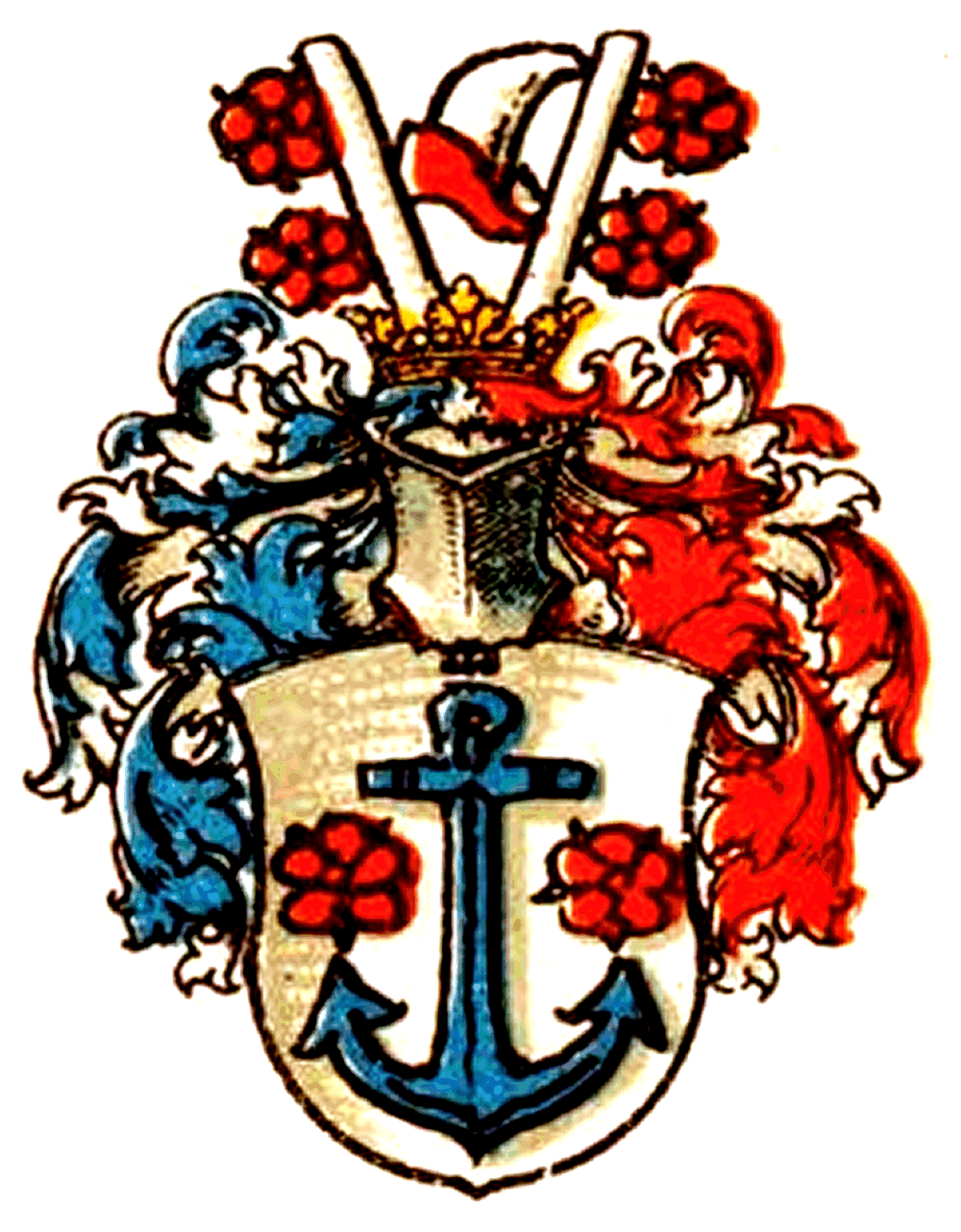
Armoiries de la famille von Briest

Le blason montre une ancre bleue en argent entre deux roses rouges. Sur le casque aux lambrequins rouges et argentées, un bonnet argenté suspendu vers l'arrière, avec une manchette rouge, entre deux branches d'arbre naturel sec, dont chacune a deux roses rouges pédonculées à l'extérieur.

## Personnalités
- Jakob Friedrich von Briest (de) (1695-1768), général de division prussien

Son frère August Siegmund von Briest (1702-1771) est marié à Augusta Dorothea Louise Cordula von Rohr (1709-1768). Leur fils est le dernier de la lignée :
- Philipp Friedrich August Wilhelm von Briest (1749–1822), Rittmeister

il a trois filles :
- - Caroline Philippine (1773–1831), mariée I) à Adolf Ludwig Rochus von Rochow (1770–1799), II) à Friedrich Baron de la Motte-Fouqué (1777–1843)
  - Karoline Friederike Auguste von Briest (1804–après 1818)
  - Friedrike Clara Charlotte (1806–1885)

Theodor Heinrich von Rochow (de), petit-fils de Philipp Friedrich August Wilhelm von Briest, obtient le 20 avril 1816 l'autorisation de porter le nom de Briest. Son mariage n'ayant pas de fils, le nom s'éteint définitivement à sa mort le 19 avril 1854.

## Divers
Theodor Fontane donne à son roman le nom d'Effi Briest. L'ancêtre de l'héroïne imaginaire y est cependant explicitement cité comme étant l'administrateur Jakob Friedrich von Briest (1631-1703), dont il est dit au chapitre huit qu'il est ce Briest "qui exécuta le raid de Rathenow la veille de la bataille de Fehrbellin".